# Langenberg (Odenwald)
Der Langenberg im hessischen Landkreis Darmstadt-Dieburg bildet den Südteil des zum Odenwald gehörenden Frankensteinmassivs mit dessen höchsten Erhebungen. Durch seine alle Nachbargipfel im Nordwesten des Vorderen Odenwaldes überragende Höhe von etwa 430 m ü. NHN zeigt er sich als nordwestlicher Randberg dieses Mittelgebirges. Seinen Namen hat der Langenberg von der langgestreckten, über Seeheim-Jugenheim an der Bergstraße hoch und steil aufragenden Westflanke.

## Geographie

### Lage
Der Langenberg liegt im Norden des Naturparks Bergstraße-Odenwald. Er erhebt sich zwischen dem Darmstadter Ortsteil Eberstadt im Nordnordwesten, dem Mühltaler Ortsteil Nieder-Beerbach im Osten, Ober-Beerbach im Südosten und Malchen im Westen, zwei Ortsteilen des südwestlich vom Berg gelegenen Seeheim-Jugenheim.
Der Nordteil des Langenbergs fällt nach Osten hin in das Tal des Beerbachs ab mit dem Dorf Nieder-Beerbach (ca. 223 m), dessen Gemarkung die Hochlagen des Langenbergs umfasst, und der Südteil fällt in dieser Richtung auch zum Beerbach ab, der von Ober-Beerbach (ca. 300 m) heranfließt. Der im Übergangsbereich zum Beerbach befindliche Weiße Berg (330,4 m) schafft eine Verbindung zum Höhenzug, der nach Südsüdosten zum sechs Kilometer entfernten Felsberg (514 m) führt. Der Südteil fällt nach Südosten und Osten zum Elsbach ab, einem Zufluss des Zehntbachs (Landbachs). Im Süden läuft der Langenberg über den Galgenberg (374,8 m) und die Karlshöhe (257,3 m) aus; letzterer wird nach manchen Betrachtungen nicht mehr zum Langenberg gezählt.

### Berghöhe und -kuppen
Der Langenberg hat drei Kuppen, welche die 400-m-Höhenlinie übersteigen: Die Nordkuppe ist der Ilbes-Berg (419,7 m), dessen Landschaft nach Norden zum Schloßberg (ca. 370 m) mit der Burg Frankenstein überleitet. Etwa 500 m südlich vom Gipfel des Ilbes-Bergs bildet die oberste beschriftete 430-m-Höhenlinie der mittleren Kuppe ein etwa 1,6 ha großes Oval, in dem der Gipfel des Langenbergs liegt, der in topographischen Kartenwerken mit keiner genauen Höhenangabe bedacht worden ist; auf dieser Kuppe steht eine Schutzhütte aus Holz. Etwa 650 m südlich davon befindet sich die unbenannte Südkuppe, die 421,6 m hoch ist.

### Naturräumliche Zuordnung
Der Langenberg gehört in der naturräumlichen Haupteinheitengruppe Odenwald, Spessart und Südrhön (Nr. 14), in der Haupteinheit Vorderer Odenwald (145) und in der Untereinheit Melibokus-Odenwald (145.0) zum Naturraum Frankensteinmassiv (145.01). Während die Landschaft nach Osten in den Naturraum 145.02 überleitet, schließt sich im Westen in der Haupteinheitengruppe Nördliches Oberrheintiefland (22) und in der Haupteinheit Bergstraße (226) die Untereinheit Nördliche Bergstraße (226.5) an.